# 小行星17734
小行星17734（17734 Boole）是一颗绕太阳运转的小行星，为主小行星带小行星。该小行星于1998年1月22日发现。

## 轨道参数
小行星17734的轨道半长轴为2.4094913 UA，离心率为0.100。